# Bobby Roode
Robert Francis Roode Jr. (11. května 1976) je kanadský bývalý profesionální zápasník. V současné době pracuje ve WWE jako producent.
Dlouhých 12 let působil ve společnosti Total Nonstop Action Wrestling (TNA). Debutoval v roce 2004 ve frakci Team Canada. S Ericem Youngem získal NWA World Tag Team Championship. Po rozpadu týmu působil nějakou dobu sám, až po nějaké době vytvořil tag team s Jamesem Stormem. Pojmenovali se Beer Money, Inc. jsou spolu šestinásobnými TNA World Tag Team šampiony a rovněž nejdéle vládnoucími šampiony v historii TNA. Při singlové dráze se stal dvojnásobným TNA World Heavyweight šampionem, přičemž jeho první držení titulu bylo druhým nejdelším vládnutím v historii společnosti, držel ho 256 dní, déle jej držel pouze Josh Alexander a to 335 dnů. Ke konci tohoto angažmá vyhrál s Austinem Ariesem World Tag Team Championship. Stal se také šampionem TNA King of the Mountain.
V roce 2016 začal pracovat pro WWE byl zařazen do show NXT, kde se stal šampionem. V hlavním rosteru debutoval v srpnu 2017 a to ve SmackDownu, v lednu 2018 vyhrál United States Championship, to byl jeho první titul v hlavním rosteru, v prosinci téhož roku vyhrál s Chadem Gablem Raw Tag Team Championship. Chvíli byl i 24/7 šampionem. Ke konci kariéry znovu získal Raw a následně i SmackDown Tag Team Championships, k tomu mu pomohl Dolph Ziggler.

## Osobní život
Se ženou Tracey má tři děti: Roberta, Riley a Nicholase. Jeho přítelem z dětství je profesionální hráč lakrosu Tracey Kelusky. Navštěvoval Kenner Collegiate Vocational Institute v Peterboroughu v Ontariu.

## Úspěchy
- The Baltimore Sun
  - Tag Team of the Year (2009) – s Jamesem Stormem
- Border City Wrestling
  - BCW Can-Am Heavyweight Championship (1x)
  - BCW Can-Am Tag Team Championship (1x) – s Petey Williamsem
- Canadian Pro-Wrestling Hall of Fame
  - Class of 2023 – as member of Beer Money, Inc.
- NWA Shockwave
  - NWA Cyberspace Heavyweight Championship (1x)
  - NWA Shockwave Internet Championship (1x)
- Prime Time Wrestling
  - PTW Heavyweight Championship (2x)
- Pro Wrestling Illustrated
  - Tag Team of the Year (2008, 2011) s Jamesem Stormem
  - Ranked No. 2 of the top 500 singles wrestlers in the PWI 500 in 2012
- Real Action Wrestling
  - RAW Heavyweight Championship (4x)
- Total Nonstop Action Wrestling
  - TNA World Heavyweight Championship (2x)
  - TNA King of the Mountain Championship (1x)
  - TNA World Tag Team Championship (6x) – s Jamesem Stormem (5) a Austinem Ariesem (1)
  - NWA World Tag Team Championship (2x) – s Ericem Youngem
  - Bound for Glory Series (2011)
  - Team 3D Invitational Tag Team Tournament (2009) – s Jamesem Stormem
  - TNA Tag Team Championship Series (2010) – s Jamesem Stormem
  - TNA Tournament of Champions (2013)
- Twin Wrestling Entertainment
  - TWE Heavyweight Championship (1x)
- Universal Wrestling Alliance
  - UWA Heavyweight Championship (2x)
  - UWA Tag Team Championship (1x) – s Petey Williamsem
- Wrestling Observer Newsletter
  - Worst Worked Match of the Year (2006) Reverse battle royal on Impact!
- WWE
  - NXT Championship (1x)
  - WWE United States Championship (1x)
  - WWE SmackDown Tag Team Championship (1x) – s Dolphem Zigglerem
  - WWE Raw Tag Team Championship (2 times) – s Chadem Gablem (1) a Dolphem Zigglerem (1)
  - WWE United States Championship Tournament (2017–2018)
  - WWE 24/7 Championship (1x)